# Nekrolog 2. Quartal 1941
Nekrolog
◄◄
| ◄
| 1937
| 1938
| 1939
| 1940
| 1941 | 1942 | 1943 | 1944 | 1945 | ► | ►►
1. Quartal |
2. Quartal |
3. Quartal |
4. Quartal 1941
Weitere Ereignisse | Allgemeiner Nekrolog 1941
Die Beschreibung der verstorbenen Person sollte so kurz wie möglich gehalten sein und nur deren signifikante Tätigkeit(en) enthalten.
Neue Namen ggf. auch unter dem Geburts- und Sterbedatum, also etwa unter 1. Januar und im Geburts- und Sterbejahr (2024) eintragen (nur bei entsprechender großer Wichtigkeit). Für Beispiele siehe die schon vorhandenen Artikel.
Außerdem über die fünf zuletzt Verstorbenen, zu denen es einen ausreichend guten Artikel für eine Präsentation auf der Hauptseite gibt, nach der todesbedingten Überarbeitung der Artikel ggf. auch unter Wikipedia Diskussion:Hauptseite informieren und sie am besten auch in den anderen Wikipedia-Sprachversionen eintragen. Tipp: Regelmäßig bei news.google.de nach „ist tot“, „gestorben“ oder „verstorben“ suchen.
Wenn eine Person gestorben ist, gibt es viele Seiten zu dieser Person in der Wikipedia, die davon auch betroffen sind und entsprechend aktualisiert werden müssen. Beispiele: Namenübersichtsseite, Geburtsjahr, Geburtsort-Seiten und viele mehr.
Wie finde ich die betroffenen Seiten?
Im Suchfeld auf der linken Seite gibt man den Suchbegriff so ein: „Vorname Nachname“. Dann klickt man auf Volltext und alle Seiten mit entsprechendem Suchtext werden aufgerufen. Hier sieht man dann schnell, wo auch das Todesjahr Sinn macht oder sogar ein Teil des Artikels angepasst werden muss. Auch hilft das „Werkzeug“ auf der linken Seite sehr gut, um solche Seiten aufzufinden: „Links auf diese Seite“. Somit ist die Wikipedia wieder aktuell in allen Bereichen! Hinweis: bei Eintragung der Kategorie „Gestorben JAHR“ wird der Missbrauchsfilter 49 ausgelöst, was jedoch nicht schlimm ist. Siehe: Spezial:Missbrauchsfilter/49
Dies ist eine Liste von im zweiten Quartal 1941 verstorbenen bekannten Persönlichkeiten. Die Einträge erfolgen innerhalb der einzelnen Daten alphabetisch sortiert. Tiere sind im Nekrolog für Tiere zu finden.

## April
| Tag       | Name                                 | Beruf, bekannt als                                                                            | Alter | Beleg |
| --------- | ------------------------------------ | --------------------------------------------------------------------------------------------- | ----- | ----- |
| 1. April  | Arthur Birkett                       | britischer Cricketspieler                                                                     | 65    |       |
| 1. April  | Evelyn Cecil, 1. Baron Rockley       | britischer Jurist und Politiker                                                               | 75    |       |
| 1. April  | Hippolyte Delehaye                   | belgischer Ordensgeistlicher, Bollandist und Kirchenhistoriker                                | 81    |       |
| 1. April  | Edmund Hauler                        | österreichischer Klassischer Philologe                                                        | 81    |       |
| 1. April  | Arthur Mennell                       | deutscher Buchhändler, Schriftsteller, Maler und Fotograf                                     | 85    |       |
| 1. April  | Johannes Reinhold Schultz            | deutschbaltischer Geistlicher                                                                 | 35    |       |
| 1. April  | Emil Thormählen                      | deutscher Architekt und Kunstprofessor                                                        | 81    |       |
| 2. April  | C. Ellis Moore                       | US-amerikanischer Politiker                                                                   | 57    |       |
| 2. April  | Gustaf Törnros                       | schwedischer Marathonläufer                                                                   | 54    |       |
| 3. April  | Heinrich Embden                      | deutscher Neurologe                                                                           | 70    |       |
| 3. April  | Frank Houx                           | US-amerikanischer Politiker                                                                   | 80    |       |
| 3. April  | Kanokogi Takeshirō                   | japanischer Maler                                                                             | 66    |       |
| 3. April  | Pál Teleki                           | ungarischer Wissenschaftler und Politiker                                                     | 61    |       |
| 4. April  | Luigi Bongiovanni                    | italienischer General, Senator und Gouverneur der Kyrenaika                                   | 74    |       |
| 4. April  | Parvin E'tesami                      | iranische Schriftstellerin                                                                    | 34    |       |
| 4. April  | Ferdinand Fromm                      | württembergischer Offizier, militärhistorischer und heimatkundlicher Autor                    | 84    |       |
| 4. April  | Albert Kolbe                         | Oberbürgermeister von Stargard in Pommern                                                     | 69    |       |
| 4. April  | Otto Wilhelm Ernst Müller            | deutscher Archivar                                                                            | 64    |       |
| 4. April  | Emine Nazikeda                       | letzte Kaiserin des Osmanischen Reichs                                                        | 74    |       |
| 5. April  | Karl Angermayer                      | österreichischer Politiker, Stadtrat in Wien                                                  | 78    |       |
| 5. April  | Elsa Asenijeff                       | österreichische Schriftstellerin des Frühexpressionismus                                      | 74    |       |
| 5. April  | Nigel Gresley                        | britischer Dampflokomotivkonstrukteur                                                         | 64    |       |
| 5. April  | Franciszek Kleeberg                  | polnischer Brigadegeneral                                                                     | 53    |       |
| 5. April  | Arthur Lapworth                      | britischer Chemiker                                                                           | 68    |       |
| 5. April  | Oskar Ritschel                       | deutscher Ingenieur und Wirtschaftsführer                                                     | 68    |       |
| 5. April  | Ernst Schwarz                        | deutscher Politiker (NSDAP), MdR                                                              | 36    |       |
| 5. April  | Emil Stumpp                          | deutscher Lehrer, Maler und Pressezeichner                                                    | 55    |       |
| 6. April  | Arthur Bonus                         | evangelischer Pfarrer, Vertreter eines germanisierten Christentums                            | 77    |       |
| 6. April  | Hans Brückner                        | deutscher Musikschriftsteller, Komponist und Herausgeber in der Zeit des Nationalsozialismus  | 43    |       |
| 6. April  | Henry Burr                           | kanadischer Sänger                                                                            | 59    |       |
| 6. April  | Dirk Christiaan Hesseling            | niederländischer Neogräzist, Byzantinist und Sprachwissenschaftler                            | 81    |       |
| 6. April  | Josef Wirth                          | deutscher Bildhauer                                                                           | 57    |       |
| 7. April  | Henry Swainson Cowper                | britischer Landbesitzer, Autor und Antikensammler                                             | 75    |       |
| 7. April  | Lazăr Edeleanu                       | rumänischer Chemiker                                                                          | 79    |       |
| 7. April  | Egbert von Lepel                     | deutscher Funkpionier                                                                         | 59    |       |
| 7. April  | Carl Theodor Setterberg              | schwedischer Chemiker und Apotheker                                                           | 87    |       |
| 7. April  | Rudolf Walter                        | deutscher Architekt und kommunaler Baubeamter in Berlin                                       | 76    |       |
| 8. April  | Max Buchner                          | deutscher Historiker                                                                          | 59    |       |
| 8. April  | Johann Gräf                          | deutscher Bürgermeister und Abgeordneter                                                      | 74    |       |
| 8. April  | Max Herrmann-Neiße                   | deutscher Schriftsteller                                                                      | 54    |       |
| 8. April  | Marcel Prévost                       | französischer Romanautor und Dramatiker                                                       | 78    |       |
| 8. April  | Oskar Rosendahl                      | deutscher Architekt                                                                           | 64    |       |
| 8. April  | Heinrich Wedemeyer                   | deutscher Bildhauer                                                                           | 73    |       |
| 8. April  | Mariusz Zaruski                      | polnischer General, Segelsportler, Bergsteiger, Schriftsteller, Lyriker und Maler             | 74    |       |
| 9. April  | Walter Armbrust                      | deutscher Organist und Dirigent                                                               | 58    |       |
| 9. April  | Hedy Iracema-Brügelmann              | deutsch-brasilianische Opernsängerin (Sopran)                                                 | 61    |       |
| 9. April  | Helmut Meyer von Bremen              | deutscher Komponist                                                                           | 38    |       |
| 9. April  | Karl Pistor                          | deutscher Konsularbeamter und Gesandter                                                       | 58    |       |
| 9. April  | Morris Sheppard                      | US-amerikanischer Politiker                                                                   | 65    |       |
| 9. April  | George Miéville Simond               | englischer Tennisspieler                                                                      | 74    |       |
| 9. April  | Ernest Bickham Sweet-Escott          | britischer Kolonialgouverneur                                                                 | 83    |       |
| 9. April  | Albert Uffenheimer                   | deutscher Arzt                                                                                | 64    |       |
| 10. April | Adolf Böhm                           | österreichisch-jüdischer Fabrikant, Zionist und Publizist                                     | 68    |       |
| 10. April | Heinrich Kionka                      | deutscher Pharmakologe und Mediziner                                                          | 73    |       |
| 10. April | Heinrich von Prittwitz und Gaffron   | deutscher Generalleutnant                                                                     | 51    |       |
| 10. April | Joseph Saucier                       | kanadischer Sänger (Bariton), Chorleiter und Pianist                                          | 72    |       |
| 10. April | Angela Stifft-Gottlieb               | österreichische Prähistorikerin und Museumsleiterin                                           | 59    |       |
| 11. April | Eugène Cahen                         | französischer Mathematiker                                                                    | 76    |       |
| 11. April | Walter Jack Duncan                   | US-amerikanischer Maler, Illustrator und Kriegsmaler                                          | 60    |       |
| 11. April | Hans Lanz                            | Schweizer Politiker (BGB)                                                                     | 73    |       |
| 11. April | Albert Charles Seward                | britischer Botaniker und Geologe                                                              | 77    |       |
| 12. April | Otto Lehmann                         | österreichisch-schweizerischer Geograph und Hochschullehrer                                   | 56    |       |
| 12. April | Walter Lienau                        | deutscher NS-Studentenführer                                                                  | 34    |       |
| 13. April | Annie Jump Cannon                    | US-amerikanische Astronomin                                                                   | 77    |       |
| 13. April | Ernst Cohn-Wiener                    | deutscher Kunsthistoriker, Veröffentlichungen zu islamischer, jüdischer und asiatischer Kunst | 58    |       |
| 13. April | William Herbert Fowler               | englischer Golfarchitekt                                                                      | 84    |       |
| 13. April | Stanisław Kostka Starowieyski        | polnischer Offizier                                                                           | 45    |       |
| 14. April | Alexander Frenz                      | deutscher Maler der Moderne und Kunstprofessor an der RWTH Aachen                             | 79    |       |
| 14. April | Guillermo Kahlo                      | mexikanischer Fotograf                                                                        | 69    |       |
| 14. April | Wilhelm Maixner                      | österreichischer Politiker (DnP), Abgeordneter zum Nationalrat                                | 63    |       |
| 14. April | Friedrich Müller                     | deutscher Maschinenbauingenieur                                                               | 76    |       |
| 14. April | Otto Neumann-Hofer                   | deutscher Journalist, Schriftsteller, Theaterintendant und Kunstkritiker                      | 84    |       |
| 14. April | Armin Tille                          | deutscher Archivar, Bibliothekar und Historiker                                               | 71    |       |
| 15. April | Robert Nußbaum                       | deutscher Mediziner                                                                           | 48    |       |
| 16. April | Émile Bernard                        | französischer Maler, Grafiker, Kunsttheoretiker und Romanautor                                | 72    |       |
| 16. April | Gherardo Bosio                       | italienischer Architekt, Ingenieur und Stadtplaner                                            | 38    |       |
| 16. April | Woody Headspeth                      | US-amerikanischer Radrennfahrer                                                               | 59    |       |
| 16. April | Ferdinand Kernmaier                  | österreichischer Politiker (Landbund, NSDAP), MdR, Mitglied des Bundesrates                   | 56    |       |
| 16. April | Johanna Müller-Hermann               | österreichische Komponistin                                                                   | 73    |       |
| 16. April | John Wodehouse, 3. Earl of Kimberley | britischer Adliger, Politiker (Liberal Party), Mitglied des House of Commons und Polospieler  | 57    |       |
| 17. April | Al Bowlly                            | südafrikanischer Pop- und Jazzsänger                                                          | 43    |       |
| 17. April | Rudolf Bretthauer                    | deutscher Pädagoge und Politiker (DDP, DStP), MdL                                             | 58    |       |
| 17. April | Hans Driesch                         | deutscher Biologe und Philosoph                                                               | 73    |       |
| 17. April | Eugène Fournier                      | französischer Höhlenforscher                                                                  | 69    |       |
| 17. April | Wilhelm Klußmann                     | deutscher Verwaltungsjurist in Preußen; Bürgermeister von Geestemünde                         | 78    |       |
| 17. April | Paul Rohde                           | deutscher Unternehmer in der Montan- und Rüstungsindustrie                                    | 62    |       |
| 17. April | Sidney Salles                        | US-amerikanischer Krimineller und Mordopfer                                                   |       |       |
| 17. April | Alexander Zinn                       | deutscher Schriftsteller und Politiker                                                        | 61    |       |
| 18. April | Eugène Galien-Laloue                 | französischer Maler                                                                           | 86    |       |
| 18. April | Ivan Hribar                          | slowenischer Publizist, Bankier und Politiker                                                 | 89    |       |
| 18. April | Alexandros Koryzis                   | griechischer Politiker und Ministerpräsident                                                  |       |       |
| 19. April | Hermann Feuerhahn                    | deutscher Bildhauer                                                                           | 67    |       |
| 19. April | Jacob Heinzerling                    | deutscher Heimat- und Mundartforscher des Siegerlands und Hochschullehrer                     | 94    |       |
| 19. April | George Arthur Mathews                | US-amerikanischer Politiker                                                                   | 88    |       |
| 19. April | Erwin Wiskemann                      | deutscher Wirtschaftswissenschaftler                                                          | 44    |       |
| 20. April | Oskar Beier                          | deutscher Politiker (Wirtschaftspartei), MdR                                                  | 65    |       |
| 20. April | Wilhelm Bodenbender                  | deutscher Mineraloge, Petrograph und Stratigraph in Argentinien                               | 83    |       |
| 20. April | Amleto Palermi                       | italienischer Filmregisseur und Drehbuchautor                                                 | 51    |       |
| 20. April | Balduin Penndorf                     | deutscher Wirtschaftswissenschafter und Handelsschullehrer                                    | 67    |       |
| 20. April | Albert August Plasschaert            | niederländischer Maler und Grafiker                                                           | 74    |       |
| 21. April | Agustín Bardi                        | argentinischer Tangokomponist, Geiger und Pianist                                             | 56    |       |
| 21. April | Dennis D. Donovan                    | US-amerikanischer Politiker                                                                   | 82    |       |
| 21. April | Karel Kašpar                         | tschechischer Geistlicher, Erzbischof von Prag und Kardinal                                   | 70    |       |
| 21. April | Arthur Kraußneck                     | deutscher Schauspieler                                                                        | 85    |       |
| 21. April | Fritz Manteuffel                     | deutscher Turner                                                                              | 66    |       |
| 22. April | August Rieger                        | österreichischer Landschaftsmaler                                                             | 54    |       |
| 23. April | Erich Basarke                        | deutscher Architekt                                                                           | 62    |       |
| 23. April | Joseph Bayerle                       | deutscher römisch-katholischer Geistlicher, Steyler Missionar und Märtyrer                    | 42    |       |
| 23. April | Stanley Fields                       | US-amerikanischer Schauspieler                                                                | 57    |       |
| 23. April | Friedrich Humbert                    | deutscher Gemeindevorsteher und Politiker                                                     | 53    |       |
| 23. April | Max Ott                              | Bürgermeister der Stadt Salzburg                                                              | 85    |       |
| 23. April | Robert Rehlen                        | deutscher Architekt und Münchner Baubeamter                                                   | 81    |       |
| 24. April | Karin Boye                           | schwedische Schriftstellerin                                                                  | 40    |       |
| 24. April | George de Forest Brush               | US-amerikanischer Maler                                                                       | 85    |       |
| 24. April | Wilhelm Guttmann                     | deutscher Opernsänger (Bass) und Komponist                                                    | 55    |       |
| 24. April | James Hogarth Pringle                | australischer Chirurg                                                                         |       |       |
| 24. April | Lawrence Whitney                     | US-amerikanischer Kugelstoßer                                                                 | 50    |       |
| 25. April | Lucy Berthet                         | belgische Opernsängerin (Sopran)                                                              | 74    |       |
| 25. April | Elizabeth F. Fisher                  | US-amerikanische Geologin und Hochschullehrerin                                               | 67    |       |
| 25. April | Sali Levi                            | letzter Rabbiner der alten jüdischen Gemeinde in Mainz                                        | 57    |       |
| 25. April | Charles Whymper                      | britischer Tier- und Landschaftsmaler, Buchillustrator sowie Grafiker                         | 87    |       |
| 26. April | Eufemia von Adlersfeld-Ballestrem    | deutsche Schriftstellerin                                                                     | 86    |       |
| 26. April | August Heckscher                     | US-amerikanischer Industrieller, Unternehmer und Philanthrop                                  | 92    |       |
| 26. April | Lucie Varga                          | österreichische Historikerin, Assistentin von Lucien Febvre                                   | 36    |       |
| 26. April | Nicolaus Wychgram                    | deutscher Landwirt und Tierzüchter                                                            | 80    |       |
| 27. April | John J. Esch                         | US-amerikanischer Politiker                                                                   | 80    |       |
| 27. April | Max Hoff                             | US-amerikanischer Boxmanager und Mobster                                                      |       |       |
| 27. April | Konstantinos Koukidis                | griechischer Widerstandskämpfer                                                               |       |       |
| 27. April | Josef Nawrocki                       | antifaschistischer Widerstandskämpfer                                                         | 61    |       |
| 27. April | Karl Reinhardt                       | deutscher Mathematiker                                                                        | 46    |       |
| 28. April | Hermann von Boetticher               | deutscher Schriftsteller und Dramaturg                                                        | 53    |       |
| 28. April | Josef Cebula                         | polnischer Missionar, Seliger                                                                 | 39    |       |
| 28. April | Friedrich Haerlin                    | deutscher Hotelier; Gründer des Hotels Vier Jahreszeiten in Hamburg                           | 84    |       |
| 28. April | Eduard Wallau                        | deutscher Landrat und Politiker (NLP), MdR                                                    | 85    |       |
| 29. April | Manuel Campoamor                     | uruguayischer Tangopianist und Komponist                                                      | 63    |       |
| 29. April | Frank J. Le Fevre                    | US-amerikanischer Politiker                                                                   | 66    |       |
| 30. April | Edgar Aabye                          | dänischer Tauzieher                                                                           | 75    |       |
| 30. April | Alonzo Dillard Folger                | US-amerikanischer Politiker                                                                   | 52    |       |
| 30. April | Edwin S. Porter                      | US-amerikanischer Filmpionier                                                                 | 71    |       |
| 30. April | Karl Schneider                       | deutscher Jurist und Richter                                                                  | 70    |       |
| 30. April | Panos Terlemesjan                    | armenisch-sowjetischer Maler                                                                  | 76    |       |
|           | Antoni Sobański                      | polnischer Literat und Essayist                                                               | 42    |       |

## Mai
| Tag     | Name                                  | Beruf, bekannt als                                                                                 | Alter | Beleg |
| ------- | ------------------------------------- | -------------------------------------------------------------------------------------------------- | ----- | ----- |
| 1. Mai  | Karl Anspach                          | deutscher Unternehmer                                                                              | 51    |       |
| 1. Mai  | Julia Claussen                        | schwedische Opernsängerin (Alt) und Gesangspädagogin                                               | 61    |       |
| 1. Mai  | Otto Granström                        | finnischer Turner                                                                                  | 53    |       |
| 1. Mai  | Richard Hagel                         | deutscher Geiger und Dirigent                                                                      | 68    |       |
| 1. Mai  | Howard Johnson                        | US-amerikanischer Songwriter                                                                       | 53    |       |
| 1. Mai  | Leopold Kutzleb                       | deutscher Kameramann und Fachautor                                                                 | 59    |       |
| 1. Mai  | Jan Rudolph Slotemaker de Bruine      | niederländischer reformierter Theologe und Politiker                                               | 71    |       |
| 2. Mai  | Pinelopi Delta                        | griechische Schriftstellerin                                                                       |       |       |
| 2. Mai  | Alexandre Arsène Girault              | US-amerikanischer Entomologe und Parasitologe                                                      | 57    |       |
| 2. Mai  | Hermann Kapler                        | deutscher Jurist und evangelischer Kirchenpolitiker                                                | 73    |       |
| 2. Mai  | Ignacy Popiel                         | polnischer Schachspieler                                                                           | 77    |       |
| 2. Mai  | Heinrich Sass                         | deutscher Vizeadmiral der Kaiserlichen Marine                                                      | 81    |       |
| 2. Mai  | Ibrahim Touqan                        | palästinensischer Dichter                                                                          |       |       |
| 3. Mai  | Erich Aschenheim                      | deutscher Arzt und NS-Opfer                                                                        | 59    |       |
| 3. Mai  | Alexander Baranowsky                  | deutscher Maler, Bühnenbildner, Gebrauchsgraphiker und Professor an der Kunstgewerbeschule Dresden | 66    |       |
| 3. Mai  | Georges Durand                        | französischer Motorsportfunktionär                                                                 | 77    |       |
| 3. Mai  | Eberhard von Künßberg                 | deutscher Rechtswissenschaftler und Rechtshistoriker                                               | 60    |       |
| 3. Mai  | Hermann Walther                       | deutscher Staatssekretär und Manager                                                               | 66    |       |
| 4. Mai  | Karl von Behr                         | preußischer Justizbeamter, Landrat und Kabinettsrat, Verbreiter eugenischen Gedankenguts           | 76    |       |
| 4. Mai  | Nikolai Maximowitsch Günter           | sowjetischer Mathematiker                                                                          | 69    |       |
| 4. Mai  | Chris McKivat                         | australischer Rugby-Union- und Rugby-League-Spieler                                                | 61    |       |
| 4. Mai  | Moritz James Oppenheimer              | deutscher Unternehmer, Pferdesportler und NS-Opfer                                                 | 61    |       |
| 4. Mai  | János von Pallavicini                 | österreichisch-ungarischer Diplomat                                                                | 93    |       |
| 4. Mai  | Theodor Tobler                        | Schweizer Unternehmer                                                                              | 65    |       |
| 4. Mai  | Heinrich Zöllner                      | deutscher Komponist, Dirigent und Librettist                                                       | 86    |       |
| 5. Mai  | Ludwig Arntz                          | deutscher Architekt, Denkmalpfleger und Dombaumeister                                              | 85    |       |
| 5. Mai  | Oliver T. Marsh                       | US-amerikanischer Kameramann                                                                       | 49    |       |
| 5. Mai  | John Menger                           | deutscher Verwaltungsjurist und Parlamentarier                                                     | 65    |       |
| 5. Mai  | Platon                                | serbisch-orthodoxer Bischof von Banja Luka                                                         | 66    |       |
| 6. Mai  | Franz Koenigs                         | deutsch-niederländischer Bankier und Kunstsammler                                                  | 59    |       |
| 6. Mai  | Kuki Shūzō                            | japanischer Philosoph und Universitätsprofessor                                                    | 53    |       |
| 6. Mai  | Heinrich Simon                        | deutscher Journalist und Verleger                                                                  | 60    |       |
| 7. Mai  | Chrystofor Baranowskyj                | ukrainischer Politiker und Führer der ukrainischen Genossenschaftsbewegung                         | 66    |       |
| 7. Mai  | James George Frazer                   | schottischer Ethnologe und Klassischer Philologe                                                   | 87    |       |
| 8. Mai  | Natalia Cheșco                        | rumänische Fürstin und Königin von Serbien                                                         | 81    |       |
| 8. Mai  | Alexandrine von Hutten-Czapska        | Gattin des Großherzogs Ludwig IV. von Hessen-Darmstadt                                             | 86    |       |
| 8. Mai  | Karl Schmidt                          | Wehrwirtschaftsführer                                                                              | 66    |       |
| 8. Mai  | Adolf von Seckendorff                 | preußischer General der Infanterie im Ersten Weltkrieg                                             | 84    |       |
| 8. Mai  | Bohumír Šmeral                        | tschechischer Politiker, Journalist und Publizist                                                  | 60    |       |
| 9. Mai  | Eugène Kalt                           | französischer Augenarzt                                                                            | 80    |       |
| 9. Mai  | Fritz-Julius Lemp                     | deutscher Marineoffizier und U-Bootkommandant im Zweiten Weltkrieg                                 | 28    |       |
| 9. Mai  | Gregor Pinke                          | deutscher Widerstandskämpfer gegen das nationalsozialistische Regime unter Adolf Hitler            | 42    |       |
| 9. Mai  | Albert Charles Auguste Plasschaert    | niederländischer Kunstkritiker und Maler                                                           | 67    |       |
| 10. Mai | Walter Gierisch                       | deutscher Chemiker und Hochschullehrer                                                             | 51    |       |
| 10. Mai | Peter Jacob Johannssen                | deutscher Agrarwissenschaftler, Ökonomierat, Generalsekretär und Landwirtschaftskammerdirektor     | 83    |       |
| 10. Mai | Diederik Johannes Korteweg            | niederländischer Mathematiker                                                                      | 93    |       |
| 11. Mai | Agnes Keyser                          | Mätresse von König Eduard VII. von Großbritannien                                                  | 72    |       |
| 11. Mai | William McDonnell                     | US-amerikanischer Sportschütze                                                                     | 64    |       |
| 11. Mai | Peggy Shannon                         | US-amerikanische Schauspielerin                                                                    | 34    |       |
| 11. Mai | Francis William Troup                 | britischer Architekt, Designer und Kunsthandwerker                                                 | 81    |       |
| 12. Mai | Georg Bluen                           | deutscher Filmproduzent und Filmregisseur                                                          | 62    |       |
| 12. Mai | Catherine Radziwill                   | russisch-US-amerikanische Aristokratin und Schriftstellerin                                        | 83    |       |
| 14. Mai | Maurice Bavaud                        | Schweizer Hitler-Attentäter                                                                        | 25    |       |
| 14. Mai | Rudolf Craemer                        | deutscher Historiker                                                                               | 37    |       |
| 14. Mai | Abram W. Foote                        | US-amerikanischer Geschäftsmann und Politiker                                                      | 78    |       |
| 14. Mai | Nikolai Helk                          | estnischer Generalmajor                                                                            | 55    |       |
| 14. Mai | Johann Robert Schürch                 | Schweizer Maler                                                                                    | 45    |       |
| 15. Mai | Lawrence Adam                         | niederländischer Fußballspieler                                                                    | 32    |       |
| 15. Mai | Arthur Foljambe, 2. Earl of Liverpool | Generalgouverneur von Neuseeland                                                                   | 70    |       |
| 15. Mai | Ulrich Grauert                        | deutscher Offizier und Generaloberst der Luftwaffe im Zweiten Weltkrieg                            | 52    |       |
| 15. Mai | Heinrich Hirtsiefer                   | deutscher Politiker und NS-Verfolgter                                                              | 65    |       |
| 15. Mai | Andreas Hübbe                         | Kaufmann und Sprachforscher                                                                        | 75    |       |
| 15. Mai | Otto Kauffmann junior                 | deutscher Fabrikant                                                                                | 66    |       |
| 15. Mai | Anna Lindhagen                        | Stockholmer Politikerin und Frauenrechtlerin                                                       | 71    |       |
| 15. Mai | Wilhelm Schmidt                       | deutscher Pädagoge, Journalist, Herausgeber und Schriftsteller                                     | 69    |       |
| 15. Mai | Carl zu Ysenburg und Büdingen         | deutscher Kapitän zur See der Kaiserlichen Marine                                                  | 65    |       |
| 16. Mai | Iwan Michailowitsch Greaves           | russischer Historiker und Hochschullehrer                                                          | 80    |       |
| 16. Mai | Johannes Kuhlo                        | deutscher Musiker, Gründer der evangelischen Posaunenchorarbeit                                    | 84    |       |
| 16. Mai | William Lundbeck                      | dänischer Entomologe                                                                               | 77    |       |
| 16. Mai | Karl Pesch                            | deutscher Mediziner, Hochschullehrer sowie Rasse- und Sozialhygieniker                             | 52    |       |
| 17. Mai | John C. Box                           | US-amerikanischer Politiker                                                                        | 70    |       |
| 17. Mai | José Leite de Vasconcelos             | portugiesischer Romanist, Ethnograf und Dialektologe                                               | 82    |       |
| 18. Mai | Elisabeth Coester                     | deutsche expressionistische Glasmalerin und Paramentikerin                                         | 41    |       |
| 18. Mai | Oskar Nørland                         | dänischer Fußballspieler                                                                           | 58    |       |
| 18. Mai | Frederic M. Sackett                   | US-amerikanischer Politiker                                                                        | 72    |       |
| 18. Mai | Werner Sombart                        | deutscher Volkswirt und Soziologe                                                                  | 78    |       |
| 19. Mai | Julius Finter                         | deutscher Politiker                                                                                | 69    |       |
| 20. Mai | Friedel Holz                          | deutscher Fußballspieler                                                                           | 22    |       |
| 20. Mai | Leonard Ornstein                      | niederländischer Physiker                                                                          | 60    |       |
| 20. Mai | Raul Proença                          | portugiesischer Bibliothekar, Schriftsteller, Journalist und Intellektueller                       | 57    |       |
| 20. Mai | Emil Puls                             | deutscher Fotograf                                                                                 | 63    |       |
| 20. Mai | David Raziel                          | zionistischer Untergrundkämpfer, Kommandant der Organisation Irgun Tzwai Le'umi                    | 30    |       |
| 20. Mai | Hermann Schöne                        | deutscher Klassischer Philologe                                                                    | 71    |       |
| 20. Mai | Wilhelm Süssmann                      | deutscher Generalleutnant der Luftwaffe im Zweiten Weltkrieg                                       | 49    |       |
| 21. Mai | Erik Christian Clemmensen             | dänisch-US-amerikanischer Chemiker                                                                 |       |       |
| 21. Mai | Karl Karlowitsch Hippius              | deutschbaltisch-russischer Architekt                                                               | 77    |       |
| 21. Mai | Heinrich Lottig                       | deutscher Neurologe, Luftfahrtmediziner und Professor                                              | 41    |       |
| 22. Mai | Josef Grabler                         | deutscher Autor von Flieger- und Kriegsliteratur sowie Kriegsberichterstatter im Zweiten Weltkrieg | 41    |       |
| 22. Mai | Franz Köhler                          | deutscher Gewerkschafter und Vorsitzender des Deutschen Transportarbeiter-Verbandes                | 67    |       |
| 22. Mai | John Pendlebury                       | britischer Archäologe                                                                              | 36    |       |
| 22. Mai | Otto Straßburg                        | deutscher Textil-Einzelhandelskaufmann                                                             | 79    |       |
| 23. Mai | Herbert Austin, 1. Baron Austin       | britischer Industrieller und Politiker, Mitglied des House of Commons                              | 74    |       |
| 23. Mai | Hermann Barthel                       | deutscher Unternehmer und Techniker                                                                | 65    |       |
| 23. Mai | John Boynton Philip Clayton Hill      | US-amerikanischer Jurist und Politiker                                                             | 62    |       |
| 23. Mai | Günter Neumann                        | deutscher Kunsthistoriker                                                                          | 28    |       |
| 23. Mai | Slavko Osterc                         | jugoslawischer Komponist                                                                           | 45    |       |
| 23. Mai | Claude V. Parsons                     | US-amerikanischer Politiker                                                                        | 45    |       |
| 23. Mai | Carsten Volquardsen                   | deutscher NS-Funktionär und SA-Führer                                                              | 39    |       |
| 24. Mai | Friedrich Bischof                     | Vorstandsmitglied der Deutsche Zündholzfabriken AG, Anhaltischer Landtagsabgeordneter              | 50    |       |
| 24. Mai | Lancelot Holland                      | britischer Admiral                                                                                 | 53    |       |
| 24. Mai | Horace Rumbold, 9. Baronet            | britischer Diplomat                                                                                | 72    |       |
| 24. Mai | Franz Schneider                       | deutscher Flugzeugpionier                                                                          | 69    |       |
| 25. Mai | Miguel Lerdo de Tejada                | mexikanischer Komponist                                                                            | 71    |       |
| 25. Mai | Otto Schramme                         | deutscher Politiker (NSDAP), MdR, MdL, Polizeipräsident und SA-Führer                              | 42    |       |
| 26. Mai | Karl Otto Bonnier                     | schwedischer Verleger                                                                              | 84    |       |
| 26. Mai | Philip P. Campbell                    | US-amerikanischer Politiker                                                                        | 79    |       |
| 26. Mai | Georges Doutrepont                    | belgischer Romanist                                                                                | 72    |       |
| 26. Mai | Arnold Isler                          | Schweizer Offizier, Luftfahrtpionier und Beamter                                                   | 58    |       |
| 26. Mai | Ortwin Meier                          | deutscher Numismatiker                                                                             | 59    |       |
| 26. Mai | Suse Schmidt-Eschke                   | deutsche Malerin und Lithographin                                                                  | 69    |       |
| 26. Mai | Milka Trnina                          | Opernsängerin (Sopran)                                                                             | 77    |       |
| 27. Mai | Paul Ascher                           | deutscher Kapitän                                                                                  | 41    |       |
| 27. Mai | Oswald Baer                           | österreichischer Maler der Neuen Sachlichkeit                                                      | 34    |       |
| 27. Mai | August Belli                          | deutscher Jurist und Landrat                                                                       | 85    |       |
| 27. Mai | Hans Karl Gottschalk                  | deutscher Kameramann                                                                               | 49    |       |
| 27. Mai | Ernst Lindemann                       | deutscher Marineoffizier, zuletzt Kapitän zur See und Kommandant der Bismarck im Zweiten Weltkrieg | 47    |       |
| 27. Mai | Günther Lütjens                       | deutscher Marineoffizier, zuletzt Admiral im Zweiten Weltkrieg                                     | 52    |       |
| 27. Mai | Harald Netzbandt                      | deutscher Offizier der Kaiserlichen Marine, der Reichsmarine und später der Kriegsmarine           | 48    |       |
| 27. Mai | Adalbert Schneider                    | deutscher Marineoffizier, zuletzt Korvettenkapitän im Zweiten Weltkrieg                            | 37    |       |
| 28. Mai | Isaac Hoffer Doutrich                 | US-amerikanischer Politiker                                                                        | 69    |       |
| 28. Mai | Antoni Julian Nowowiejski             | polnischer römisch-katholischer Geistlicher, Erzbischof und Bischof von Płock                      | 83    |       |
| 28. Mai | Theodor Siebs                         | deutscher Germanist                                                                                | 78    |       |
| 29. Mai | Charles Alderton                      | amerikanischer Apotheker und Erfinder von Dr Pepper                                                | 83    |       |
| 29. Mai | Wilhelm Ashoff                        | deutscher Unternehmer                                                                              | 55    |       |
| 29. Mai | Oskar Joost                           | deutscher Musiker                                                                                  | 42    |       |
| 29. Mai | Léo-Pol Morin                         | kanadischer Pianist, Musikkritiker und Komponist                                                   | 48    |       |
| 29. Mai | Adolf Schlösser                       | deutscher Bergbeamter und Unternehmer                                                              | 82    |       |
| 29. Mai | Arno Zauche                           | deutscher Bildhauer                                                                                | 65    |       |
| 29. Mai | Paul Zinck                            | deutscher Pädagoge, Volkskundler und Heimatforscher                                                | 74    |       |
| 29. Mai | Wilhelm Zwick                         | deutscher Veterinärmediziner und Virologe                                                          | 70    |       |
| 30. Mai | Hermann Hofmann                       | deutscher Lehrer und Politiker (Zentrum), MdR                                                      | 60    |       |
| 30. Mai | Jindřich Hořejší                      | tschechischer Dichter und Übersetzer                                                               | 55    |       |
| 30. Mai | Henri Hyvernat                        | franko-amerikanischer Koptologe, Semitist und Orientalist                                          | 82    |       |
| 30. Mai | Johanna Naber                         | niederländische Autorin, Feministin und die erste Historikerin der niederländischen Frauenbewegung | 82    |       |
| 30. Mai | Prajadhipok                           | König von Siam (1925–1935)                                                                         | 47    |       |
| 31. Mai | Rodolfo Amoedo                        | brasilianischer Maler                                                                              | 83    |       |
| 31. Mai | John Cadman, 1. Baron Cadman          | britischer Ingenieur und Manager                                                                   | 63    |       |
| 31. Mai | Max Pieper                            | deutscher Ägyptologe und Gymnasiallehrer                                                           | 59    |       |
| 31. Mai | Charles R. Price                      | US-amerikanischer Politiker                                                                        | 73    |       |
| 31. Mai | Francis Meadow Sutcliffe              | englischer Fotograf                                                                                | 87    |       |
| 31. Mai | Charles B. Timberlake                 | US-amerikanischer Politiker                                                                        | 86    |       |
|         | Otto Pohl                             | österreichischer Diplomat                                                                          | 69    |       |

## Juni
| Tag      | Name                               | Beruf, bekannt als                                                                                                | Alter | Beleg |
| -------- | ---------------------------------- | --- | ----- | ----- |
| 1. Juni  | Hans Berger                        | deutscher Neurologe und Psychiater                                                                                | 68    |       |
| 1. Juni  | Karl Siegfried Döhring             | deutscher Architekt, Kunsthistoriker, Archäologe, Schriftsteller und Übersetzer                                   | 61    |       |
| 1. Juni  | Jenny Dolly                        | US-amerikanische Tänzerin                                                                                         | 48    |       |
| 1. Juni  | Ernst Eichhoff                     | Bürgermeister von Dortmund                                                                                        | 68    |       |
| 1. Juni  | August Haffner                     | deutsch-österreichischer Semitist                                                                                 | 72    |       |
| 1. Juni  | Kurt Hensel                        | deutscher Mathematiker                                                                                            | 79    |       |
| 1. Juni  | Robert von Steiger                 | Schweizer Porträt-, Genremaler, Historienmaler und Landschaftsmaler der Düsseldorfer Schule                       | 85    |       |
| 1. Juni  | Hugh Walpole                       | britischer Schriftsteller                                                                                         | 57    |       |
| 2. Juni  | Lou Gehrig                         | US-amerikanischer Baseballspieler                                                                                 | 37    |       |
| 2. Juni  | Max Kaempfert                      | deutsch-schweizerischer Komponist und Dirigent                                                                    | 70    |       |
| 3. Juni  | Johannes Maria Gföllner            | katholischer Bischof der Diözese Linz                                                                             | 73    |       |
| 3. Juni  | Antoni Łyko                        | polnischer Fußballspieler                                                                                         | 34    |       |
| 3. Juni  | Charles Meylan                     | Schweizer Myko-, Licheno- und Bryologe                                                                            | 72    |       |
| 3. Juni  | Angelo Omodeo                      | italienischer Ingenieur                                                                                           | 65    |       |
| 3. Juni  | Erwin W. Spahn                     | österreichischer Schriftsteller und Liedtexter                                                                    | 43    |       |
| 04. Juli | Frank Carter                       | britischer Geher                                                                                                  | 62    |       |
| 4. Juni  | Ludwig Cyranek                     | deutscher Zeuge Jehovas und ein Opfer der NS-Kriegsjustiz                                                         | 33    |       |
| 4. Juni  | Carl Dinklage                      | deutscher Industrieller und Vorstandsvorsitzender der Oldenburger Glashütte                                       | 73    |       |
| 4. Juni  | Morris Michael Edelstein           | US-amerikanischer Jurist und Politiker                                                                            | 53    |       |
| 4. Juni  | Margarete Steffin                  | deutsche Schauspielerin und Schriftstellerin                                                                      | 33    |       |
| 4. Juni  | Joseph Wear                        | US-amerikanischer Tennisspieler und -funktionär                                                                   | 64    |       |
| 4. Juni  | Wilhelm II.                        | letzter Deutscher Kaiser und letzter König von Preußen                                                            | 82    |       |
| 5. Juni  | Fritz Kling                        | deutscher Politiker (Deutsche Bauernpartei), MdR                                                                  | 62    |       |
| 5. Juni  | Alexandru Nicolescu                | rumänischer Priester, Erzbischof von Făgăraș und Alba Iulia, Bischof von Lugoj                                    | 88    |       |
| 6. Juni  | Louis Chevrolet                    | Schweizer und US-amerikanischer Rennfahrer sowie Gründer der Chevrolet Motor Car Company                          | 62    |       |
| 6. Juni  | Antanas Lingis                     | litauischer Fußballspieler                                                                                        | 35    |       |
| 6. Juni  | Hans Siegert                       | deutscher Pädagoge und erzgebirgischer Heimatdichter                                                              | 73    |       |
| 7. Juni  | Kurt Frölich                       | Dresdner Arbeiterfunktionär und Widerstandskämpfer                                                                | 48    |       |
| 7. Juni  | Adam Wladislawowitsch Rakowski     | russischer Chemiker                                                                                               | 61    |       |
| 7. Juni  | Paul Schröder                      | deutscher Psychiater, Neurologe und Hochschullehrer                                                               | 68    |       |
| 7. Juni  | Otto Schulze                       | deutscher Wasserbau-Ingenieur, Hochschullehrer und Senator der Freien Stadt Danzig                                | 72    |       |
| 7. Juni  | Johannes Stein                     | deutscher Verwaltungsjurist und Finanzminister des Freistaats Oldenburg                                           | 74    |       |
| 7. Juni  | Sara Teitelbaum                    | estnische Leichtathletin                                                                                          | 30    |       |
| 8. Juni  | Daniel Vorländer                   | deutscher Chemiker                                                                                                | 73    |       |
| 9. Juni  | Franz Koritschoner                 | österreichischer kommunistischer Politiker                                                                        | 49    |       |
| 9. Juni  | Horst Edler von der Planitz        | sächsischer General der Infanterie im Ersten Weltkrieg                                                            | 81    |       |
| 10. Juni | Robert Samuel Hall                 | US-amerikanischer Politiker                                                                                       | 62    |       |
| 10. Juni | Werner Hirsch                      | deutscher Politiker und Redakteur                                                                                 | 41    |       |
| 10. Juni | Ludwik Krzywicki                   | polnischer Ethnologe und Statistiker                                                                              | 81    |       |
| 10. Juni | Eduard Lisco                       | deutscher klassischer Philologe und Gymnasialdirektor                                                             | 62    |       |
| 10. Juni | Curt Platen                        | deutscher Redakteur, Politiker (DDP), MdHB und Senator                                                            | 68    |       |
| 11. Juni | Julius Bauer                       | österreichischer Schriftsteller, Librettist, Journalist sowie Redakteur                                           | 87    |       |
| 11. Juni | Carl Grimberg                      | schwedischer Historiker                                                                                           | 65    |       |
| 11. Juni | Nevada Stoody Hayes                | US-amerikanische Ehefrau von Alfons Heinrich, dem Herzog von Porto                                                | 55    |       |
| 11. Juni | Friedrich Roselius                 | deutscher Kaufmann und Bremer Kaffeeproduzent                                                                     | 64    |       |
| 11. Juni | Alexander Cameron Rutherford       | kanadischer Politiker                                                                                             | 84    |       |
| 11. Juni | Franz Schmitt                      | deutscher Politiker (BVP), MdR                                                                                    | 76    |       |
| 11. Juni | Karl Hermann Wolf                  | böhmisch-österreichischer Politiker, Abgeordneter zum Nationalrat                                                 | 79    |       |
| 12. Juni | Ernst Theodor von Brücke           | österreichischer Arzt und Physiologe                                                                              | 60    |       |
| 12. Juni | Martin Goldstein                   | amerikanischer Mobster                                                                                            |       |       |
| 12. Juni | Witold Hulewicz                    | polnischer Schriftsteller                                                                                         |       |       |
| 12. Juni | Guy de Pourtalès                   | französisch-schweizerischer Schriftsteller                                                                        | 59    |       |
| 12. Juni | Harry Strauss                      | US-amerikanischer Mobster der Murder Inc.                                                                         | 31    |       |
| 13. Juni | Karl Fischer                       | Begründer der Wandervogelbewegung                                                                                 | 60    |       |
| 14. Juni | Leslie Mitchell MacPherson         | australischer Sportler                                                                                            | 61    |       |
| 14. Juni | Sophie Charlotte von Sell          | deutsche Schriftstellerin                                                                                         | 76    |       |
| 15. Juni | Max Duncker                        | evangelischer Pfarrer in Klingenberg, Belsen und Neckarsulm sowie württembergischer Kirchen- und Landeshistoriker | 78    |       |
| 15. Juni | Otfrid Foerster                    | deutscher Neurowissenschaftler                                                                                    | 67    |       |
| 15. Juni | Traugott von Jagow                 | deutscher Verwaltungsbeamter und Politiker, Polizeipräsident von Berlin                                           | 76    |       |
| 15. Juni | Evelyn Underhill                   | englische Autorin, Mystikerin und Theologin                                                                       | 65    |       |
| 15. Juni | Auguste Zurfluh                    | französischer Gitarrist, Harfenist, Komponist und Musikverleger                                                   | 70    |       |
| 16. Juni | Georg Bodenstein                   | deutscher Ministerialbeamter und Staatssekretär                                                                   | 80    |       |
| 16. Juni | Hubert Fisher                      | US-amerikanischer Politiker                                                                                       | 63    |       |
| 16. Juni | John P. Jaeckel                    | US-amerikanischer Politiker                                                                                       | 76    |       |
| 16. Juni | Léonie Martin                      | französische römisch-katholische Ordensfrau                                                                       | 78    |       |
| 16. Juni | Richard Schiller                   | deutscher Politiker (SPD), MdR                                                                                    | 67    |       |
| 16. Juni | Ludwig Wassermann                  | deutscher Unternehmer                                                                                             | 55    |       |
| 17. Juni | Franz Kellinger                    | österreichischer Fußballspieler                                                                                   | 35    |       |
| 17. Juni | Ernestine Senders                  | österreichische Schauspielerin und Sängerin (Mezzosopran)                                                         | 66    |       |
| 17. Juni | Johan Wagenaar                     | niederländischer Komponist und Organist                                                                           | 78    |       |
| 18. Juni | Werner Engel                       | Schweizer Maler und Grafiker                                                                                      | 60    |       |
| 18. Juni | Walter E. Pearson                  | US-amerikanischer Geschäftsmann und Politiker (Demokratische Partei)                                              | 66    |       |
| 18. Juni | Josef Priebsch                     | österreichischer Romanist, Hispanist und Lusitanist                                                               | 74    |       |
| 18. Juni | Lorenzo Vitria                     | spanischer Boxer, Olympiateilnehmer 1924                                                                          | 33    |       |
| 19. Juni | Friedrich Bloh                     | deutscher Pädagoge                                                                                                | 86    |       |
| 19. Juni | Otto Hirsch                        | deutscher Jurist und Politiker                                                                                    | 56    |       |
| 19. Juni | Peggy Saunders                     | britische Tennisspielerin                                                                                         | 36    |       |
| 19. Juni | Carl Zapletal                      | österreichischer Presse-, Sport-, Industrie-, Kinder und früher Luftbildfotograf                                  | 64    |       |
| 20. Juni | Josef Kupka                        | tschechischer Geistlicher, Bischof von Brünn                                                                      | 79    |       |
| 20. Juni | Peder Mørk Mønsted                 | dänischer Landschaftsmaler                                                                                        | 81    |       |
| 20. Juni | Hélène Swarth                      | niederländische Schriftstellerin                                                                                  | 81    |       |
| 21. Juni | Elliott Dexter                     | US-amerikanischer Film- und Theaterschauspieler                                                                   | 71    |       |
| 21. Juni | Otto Günther-Naumburg              | deutscher Maler und Hochschullehrer                                                                               | 84    |       |
| 21. Juni | Gerda Koppel                       | deutsche Malerin und Kunstschulleiterin                                                                           | 65    |       |
| 21. Juni | Max Rennau                         | Lehrer und Heimatforscher                                                                                         | 77    |       |
| 21. Juni | Karl Schnaar                       | deutscher Landwirt und Landtagsabgeordneter im Freistaat Waldeck                                                  | 64    |       |
| 21. Juni | Charles Henry Wright               | englischer Botaniker                                                                                              | 77    |       |
| 22. Juni | Hasso von Bismarck                 | deutscher Athlet bei den Olympischen Winterspielen 1932                                                           | 38    |       |
| 22. Juni | Rudolf Cranz                       | deutscher Skirennläufer                                                                                           | 22    |       |
| 22. Juni | Justinas Dabrila                   | litauischer katholischer Priester, Professor, Märtyrer                                                            | 36    |       |
| 22. Juni | Helmut Hamann                      | deutscher Leichtathlet                                                                                            | 28    |       |
| 22. Juni | Pat Harrison                       | US-amerikanischer Politiker                                                                                       | 59    |       |
| 22. Juni | Friedrich-Wilhelm Hölling          | deutscher Hürdenläufer                                                                                            | 26    |       |
| 22. Juni | Otto von Rohr                      | deutscher Oberst                                                                                                  | 50    |       |
| 22. Juni | Teodor Taczak                      | polnischer römisch-katholischer Priester, Theologe, Prälat und Sozialaktivist                                     | 62    |       |
| 22. Juni | Willi Veller                       | deutscher Politiker (NSDAP), MdR                                                                                  | 44    |       |
| 22. Juni | Ludwig Vörg                        | deutscher Alpinist                                                                                                | 29    |       |
| 22. Juni | Wilhelm Walch                      | österreichischer Skirennläufer                                                                                    | 29    |       |
| 23. Juni | Paul Adolph                        | deutscher Geheimer Regierungsrat und Generalintendant des Sächsischen Staatstheaters                              | 72    |       |
| 23. Juni | Albinas Bulvičius                  | litauischer Fußballspieler                                                                                        | 36    |       |
| 23. Juni | Hermann Griesbach                  | deutscher Naturwissenschaftler u. a. auf den Gebieten der Medizin und Zoologie                                    | 87    |       |
| 23. Juni | Gustav Gunia                       | deutscher Jurist und Verwaltungsbeamter (NSDAP)                                                                   | 35    |       |
| 23. Juni | Paul Ligeti                        | ungarischer Architekt und Schriftsteller                                                                          | 56    |       |
| 23. Juni | Ben M. Williamson                  | US-amerikanischer Politiker                                                                                       | 76    |       |
| 24. Juni | John A. Miller                     | US-amerikanischer Erfinder, Ingenieur, Achterbahndesigner und -Konstrukteur                                       |       |       |
| 24. Juni | Steponas Rusteika                  | litauischer Jurist und Politiker                                                                                  | 53    |       |
| 25. Juni | Luigi Capello                      | italienischer General                                                                                             | 82    |       |
| 25. Juni | Stephan Gierets                    | deutscher und belgischer Politiker (NSDAP), MdR                                                                   | 46    |       |
| 25. Juni | Kurt Hancke                        | deutscher Germanist, Schriftsteller, SS-Hauptsturmführer und Referent im SD-Hauptamt                              | 29    |       |
| 25. Juni | Alfred Pringsheim                  | deutscher Mathematiker und Kunstmäzen                                                                             | 90    |       |
| 26. Juni | Matteo Brunetti                    | italienischer Land- und Forstwirt und Unternehmer                                                                 | 71    |       |
| 26. Juni | Helene Fleischer                   | deutsche Politikerin (KPD), MdR                                                                                   | 42    |       |
| 26. Juni | Jefim Moissejewitsch Fomin         | russischer Regimentskommissar                                                                                     | 32    |       |
| 26. Juni | Nikolai Franzewitsch Gastello      | sowjetischer Pilot                                                                                                | 34    |       |
| 26. Juni | Balys Giedraitis                   | litauischer Politiker und Militär                                                                                 | 51    |       |
| 26. Juni | Eugen von Grosschopff              | deutsch-baltischer Arzt und Psychotherapeut                                                                       | 47    |       |
| 26. Juni | Andrew Jackson Houston             | US-amerikanischer Politiker                                                                                       | 87    |       |
| 26. Juni | Józef Jachowicz                    | polnischer Politiker, Mitglied des Sejm                                                                           |       |       |
| 26. Juni | Otto Kanturek                      | österreichischer Kameramann                                                                                       | 43    |       |
| 26. Juni | Hans-Wolfram Knaak                 | deutscher Offizier und Gegner des Nationalsozialismus                                                             | 26    |       |
| 26. Juni | Nicolae Minovici                   | rumänischer Forensiker und Kriminologe                                                                            | 72    |       |
| 26. Juni | Carl Langhein                      | deutscher Maler und Grafiker                                                                                      | 69    |       |
| 26. Juni | Hans Ludendorff                    | Astronom und Astrophysiker                                                                                        | 68    |       |
| 26. Juni | Ettore Tito                        | venezianischer Maler und Bildhauer                                                                                | 81    |       |
| 27. Juni | Alexandre Bordigoni                | Schweizer Architekt                                                                                               | 76    |       |
| 27. Juni | Ferdinand Gerlach                  | deutscher Reichsgerichtsrat                                                                                       | 55    |       |
| 27. Juni | William B. Guggenheim              | US-amerikanischer Industrieller und Philanthrop                                                                   | 72    |       |
| 27. Juni | Karl Neukirch                      | deutscher Turner                                                                                                  | 76    |       |
| 28. Juni | Marie von Bunsen                   | deutsche Schriftstellerin, Malerin, Reisende und Salonière                                                        | 81    |       |
| 28. Juni | Richard Carle                      | US-amerikanischer Schauspieler                                                                                    | 69    |       |
| 28. Juni | Georgios N. Chatzidakis            | griechischer Neogräzist und Sprachwissenschaftler                                                                 | 92    |       |
| 28. Juni | George Frederic Still              | britischer Kinderarzt                                                                                             | 73    |       |
| 29. Juni | Norbert Gürke                      | deutscher Völkerrechtler der NS-Zeit                                                                              | 37    |       |
| 29. Juni | Ignacy Jan Paderewski              | polnischer Musiker und Politiker                                                                                  | 80    |       |
| 29. Juni | Rolf Randolf                       | österreichischer Schauspieler, Filmregisseur und Filmproduzent                                                    | 63    |       |
| 29. Juni | Guido Thielscher                   | deutscher Schauspieler                                                                                            | 81    |       |
| 29. Juni | Edward Henry Winter                | US-amerikanischer Politiker                                                                                       | 62    |       |
| 30. Juni | Edmund Bassenge                    | deutscher Pädagoge                                                                                                | 74    |       |
| 30. Juni | Walter Bäumer                      | deutscher Motorsportler                                                                                           | 32    |       |
| 30. Juni | Hugo Becker                        | deutscher Cellist, Cellolehrer und Komponist                                                                      | 78    |       |
| 30. Juni | Józef Broel-Plater                 | polnischer Bobsportler                                                                                            | 50    |       |
| 30. Juni | Charles Cripps, 1. Baron Parmoor   | britischer Politiker der Conservative Party und der Labour Party, Mitglied des House of Commons und Peer          | 88    |       |
| 30. Juni | Jonathan Honorez                   | französischer Turner                                                                                              | 68    |       |
| 30. Juni | Aleksander Tõnisson                | estnischer Militär und Politiker                                                                                  | 66    |       |
|          | Sewerijan Baranyk                  | ukrainischer Basilianermönch, Seliger                                                                             | 51    |       |
|          | Andrei Mitrofanowitsch Kischewatow | sowjetischer Leutnant der Grenztruppen                                                                            | 33    |       |